# ستيف سانت
ستيف سانت (بالإنجليزية: Steve Saint)‏ هو طيار أمريكي، ولد في 30 يناير 1951 في كيتو في الإكوادور.